# 고흥존심당및아문
고흥존심당및아문(高興存心堂및衙門)은 대한민국 전라남도 고흥군 고흥읍 옥하리에 있는, 조선 영조 41년(1765)에 지어진 것으로 보이는 관청건물이다. 1974년 12월 26일 전라남도의 유형문화재 제53호로 지정되었다.